# Карой Лотц
Карой Лотц (угор. Lotz Károly; 16 грудня 1833, Бад-Гомбург — 13 жовтня 1904, Будапешт) — угорський художник німецького походження.

## Життя та творчість
Карой Лотц був молодшою дитиною в родині камердинера принца Гессен-Гомбургського Густава. Після смерті батька сім'я переїхала в Пешт, де Карой навчався У католицькій гімназії. Завдяки своїм успіхам у навчанні, не дивлячись на своє кальвіністське віросповідання, отримував у гімназії стипендію. Потім Лотц навчався в Академії живопису венеційця Якопо Марастоні, а згодом у Відні в угорського майстра історичного живопису Хенріка Вебера і австрійського художника Карла Раля. За дорученням абата Тиханьского абатства Лотц виконав там настінні розписи в монастирській церкві.
Роботи Кароя Лотца прикрашають численні споруди Будапешта, в тому числі будівлі Угорського парламенту, Угорського національного музею, Етнографічного музею, Музею прикладного мистецтва, Угорського державного оперного театру, Угорського університету образотворчих мистецтв, базиліки Святого Іштвана, палацу Шандора. Визнання не тільки в Будапешті, а й у Відні отримало його майстерність у написанні портретів і зображенні оголеної натури.
Карой Лотц одружився лише в 58 років на вдові свого померлого в 1828 році брата. 1882 року Лотц отримав звання професора в декількох художніх академіях Будапешта, а потім став почесним членом Академії образотворчих мистецтв у Відні.
Карой Лотц помер в 1904 році в Будапешті. Його творча спадщина було викуплена державою і в даний час розміщується в Музеї образотворчих мистецтв у Будапешті. Іменем Кароя Лотца названі численні вулиці угорських міст, випущені присвячені йому поштові марки, в Угорському національному музеї встановлено бюст Кароя Лотца.

## Галерея

Paintings by Károly Lotz
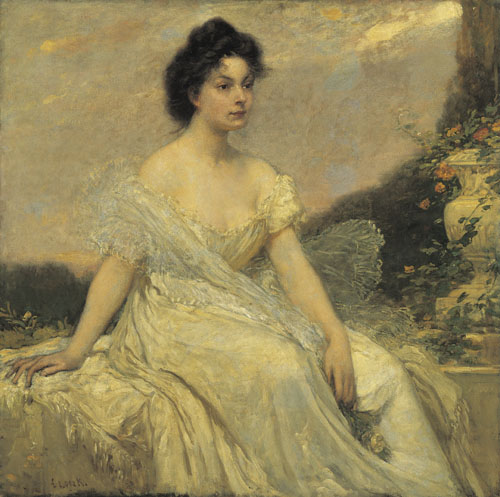
Kornélia Lotz in White (1900)
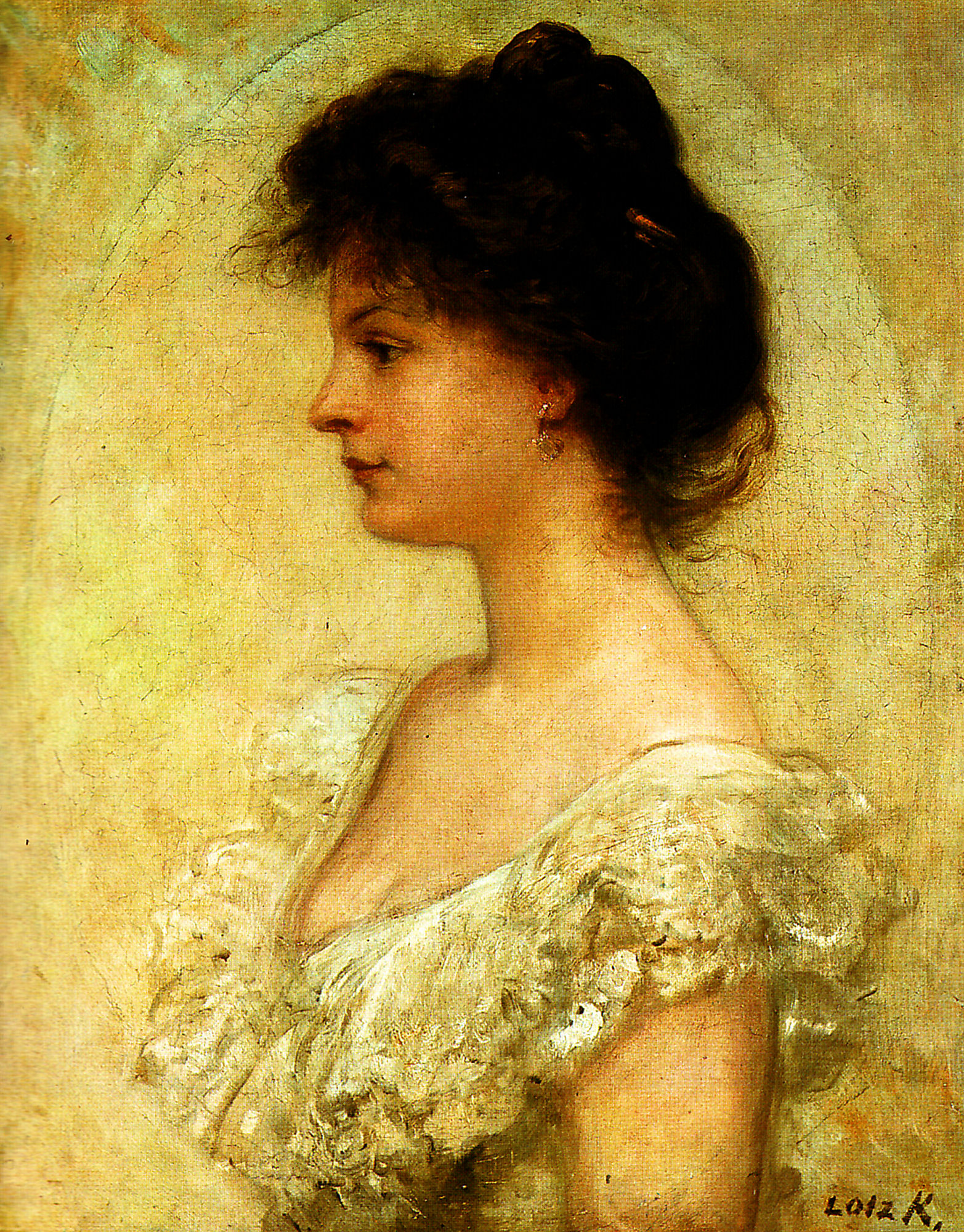
Portrait of Kornélia Lotz (1890)
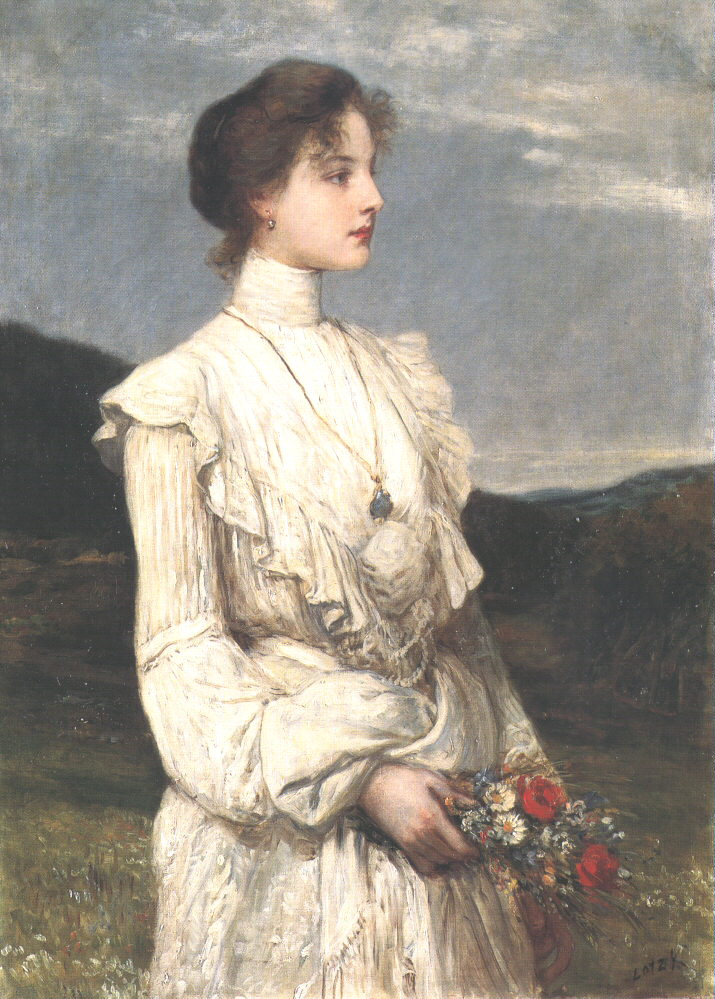
Soring : Portrait of Ilona Lippich (1894)
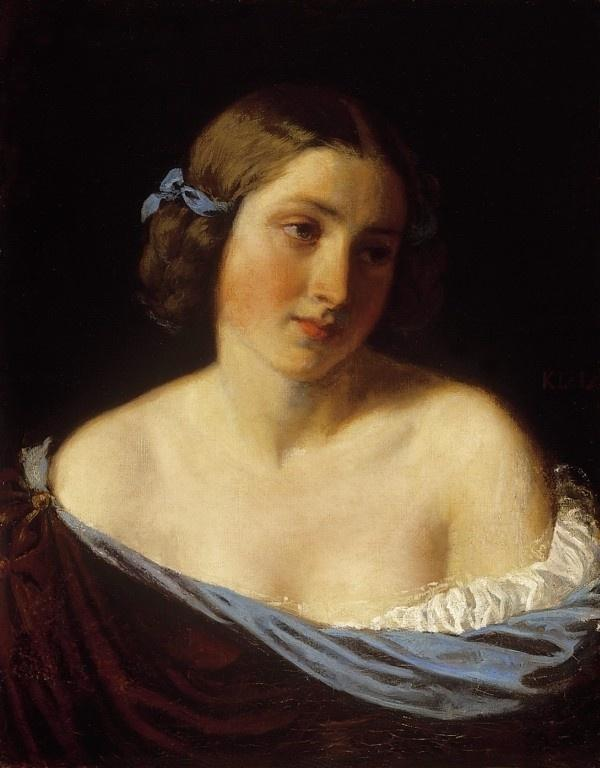
Portrait of a Young Lady
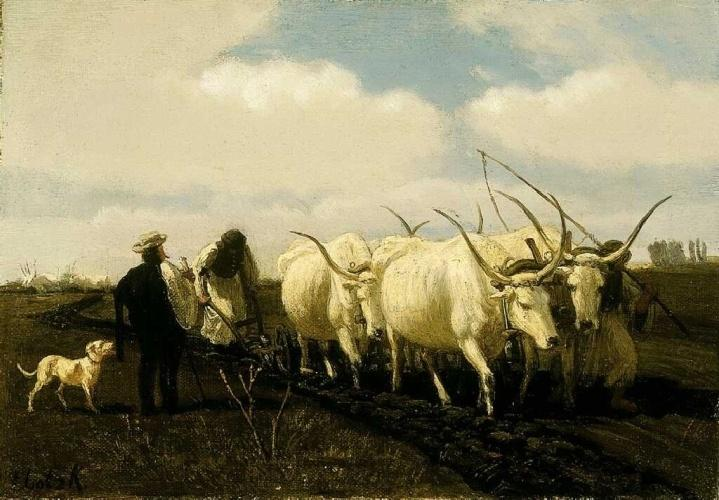
Ploughing at Spring
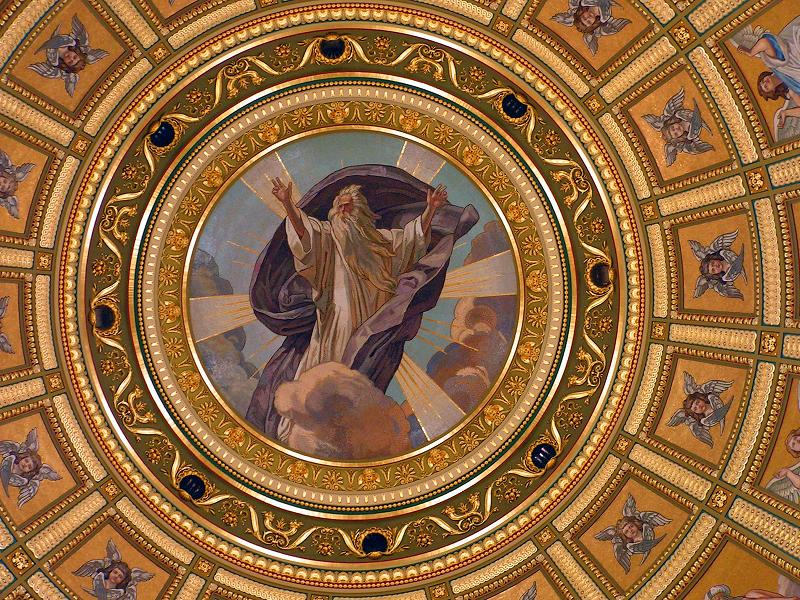
Мозаїка у Базилікці Святого Іштвана, Будапешт
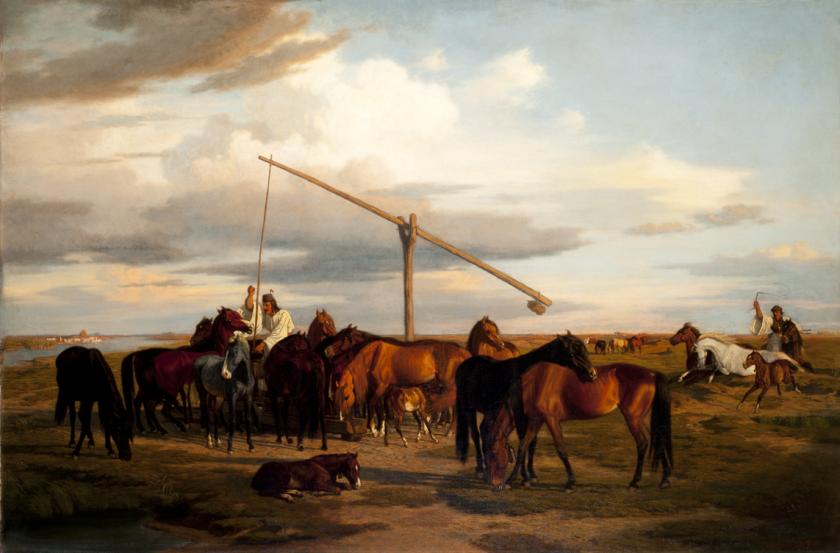
Watering the Horses on the Puszta